# Вакуум-дистилляция

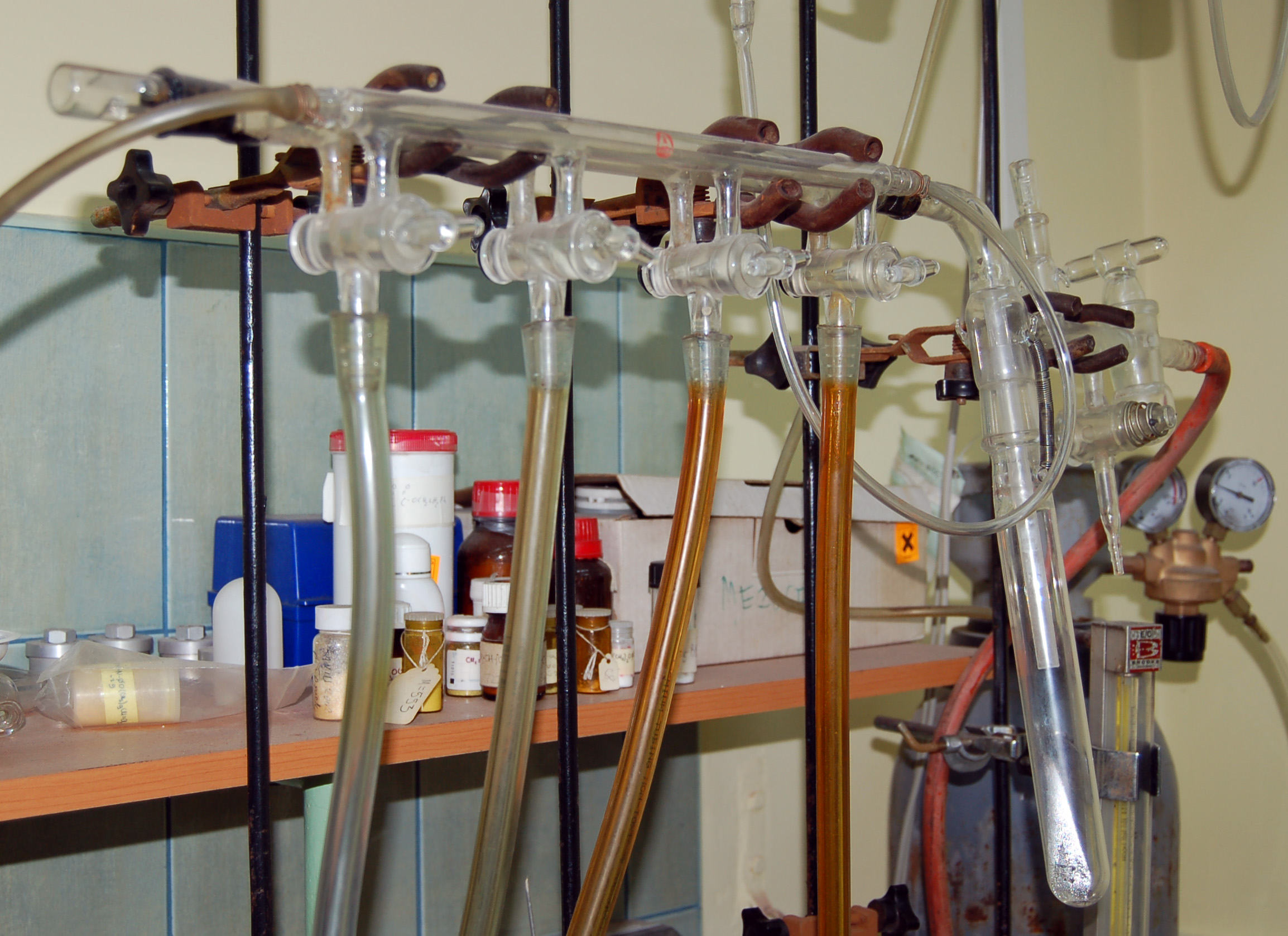
Линия двойной вакуум-дистилляции

Вакуум-дистилляция — метод разделения смесей органических веществ. Широко применяется в ситуации, когда дистилляция не может быть осуществлена при атмосферном давлении из-за высокой температуры кипения целевого вещества, что приводит к термическому разложению перегоняемого продукта. Так как в вакууме любая жидкость кипит при более низкой температуре, становится возможным разогнать жидкости, разлагающиеся при перегонке с атмосферным давлением. В качестве вакуумного насоса в лабораторных условиях часто используется водоструйный эжектор (поскольку дешёвый и простой), либо значительно более дорогие и сложные пластинчато-роторные вакуумные насосы, способные создать более глубокий вакуум. 
В некоторых случаях применяют роторные вакуумные испарители. Их использование необходимо в случае разделения на фракции жидкости, которая не терпит даже кратковременного перегрева. Роторные испарители существенно увеличивают скорость перегонки. При необходимости работы с взрывоопасными продуктами исполнение роторного испарителя должно соответствовать спецификации ATEX или аналогичной российской норме.
Простой вариант установки, предназначенной для перегонки продуктов при температуре до 600°АЭТ (атмосферный эквивалент температуры) описан в ASTM D 1160.